# Lagang (Mila)
Lagang is een bestuurslaag in het regentschap Pidie van de provincie Atjeh, Indonesië. Lagang telt 344 inwoners (volkstelling 2010).